# Mezquita Bajrakli
La mezquita Bajrakli, (en serbocroata: Бајракли џамија) es una antigua y conocida mezquita de Belgrado, capital de Serbia. Se sitúa en la calle Gospodar Jevremova, en el distrito de Dorćol, siendo construida durante la dominación otomana en torno a 1575, y es la única sobre 273 que llegaron a existir en la ciudad, que ha llegado hasta hoy. Fue iglesia católica durante la breve dominación austriaca entre 1717 y 1739, aunque retomó su función como mezquita tras volver Belgrado a manos turcas ese año. En 2004, sufrió algunos actos vandálicos, aunque ha sido reparada posteriormente.

## Historia
De las 273 antiguas mezquitas y numerosos lugares de culto más pequeños, (masŷid), la mezquita Bajrakli en la calle Gospodar Jevremova 11, es el único monumento de arquitectura religiosa islámica todavía conservado y activo en Belgrado. Está situada en la cuesta del Danubio, cerca del cruce con la calle Kralja Petra. En el pasado, destacaba en un ámbito de casas mayormente bajas en un barrio comercial y artesano muy concurrido de la villa de Belgrado y llamado Zejrek.
En las descripciones del Belgrado del siglo XVII, escritas por el viajero otomano Evlija Čelebija, se conserva una imagen pintoresca de la ciudad durante la época del dominio turco, con edificios variopintos de arquitectura islámica. La mezquita Bajrakli fue descrita en la segunda mitad del siglo XIX por los historiadores y viajeros como Konstantin Yirichek, Giuseppe Barbanti Brodano, asimismo por el arquitecto y etnólogo Felix Kanitz. Se supone que la mezquita Bajrakli fue levantada en el terreno del previo lugar de culto, masŷid, lo más probablemente en la segunda mitad del siglo XVII, como legado del sultán turco Suleimán II (1687-1691). Se le dieron nombres de sus primeros reformadores, primero se llamaba la mezquita de Čohadži- hajj Alia y más tarde la mezquita de Hussein-Ćehaja, mientras que el nombre actual lo lleva desde finales del siglo XVIII o principios del siglo XIX. En ella, siendo la mezquita principal, se alojaba también el “mawakit”, el hombre que calculaba el tiempo de Hégira, según el calendario musulmán (que parte del año 622, es decir del año de la Hégira o el año de emigración del profeta Mahoma de La Meca a Medina), que computaba los días sagrados, regulaba el mecanismo del reloj e izaba la bandera en el alminar como señal del comienzo de rezos simultáneos en los demás sitios de culto en la villa de Belgrado. Durante el gobierno austríaco, 1717-1739, sirvió como  catedral católica pero con la vuelta de los turcos en 1741 se le devolvió su función original. En el siglo XIX la reformaron los gobernantes de la dinastía Obrenović, el príncipe Mihailo y el rey Aleksandar Obrenović.
El príncipe Mihailo Obrenović ordenó en 1868 al ministro de educación y asuntos eclesiásticos que eligiera una de las existentes mezquitas y la habilitara para el culto religioso musulmán. En aquella época, aparte de la mezquita, se renovó también la casa del patio que se ubicaba a su lado. El ministro de educación y asuntos eclesiásticos envió el 10 de mayo de 1868 al Consejo de Еstado del Principado de Serbia un acta con el contenido siguiente:
“Para que los mahometanos que por sus negocios se encuentran en Belgrado no se queden sin consuelo religioso, Su Excelencia ha hecho mandar que una de las mezquitas del lugar se arregle como su sitio de culto. Conforme a esta alta orden, la mezquita ´Bajrak´ ha sido elegida como la más apropiada y el ministro de construcción, según mi petición, ha enviado a los expertos para revisar esta misma mezquita y una casa aledaña, donde el mulá va a alojarse…”
Por el decreto del príncipe Mihailo Obrenović en mayo de 1868, el ministro de educación y asuntos eclesiásticos estaba autorizado para “remunerar al mulá con 240 y al muecín con 120 escudos al año” mientras que los administradores de la mezquita también se mantenían gracias a los beneficios de los inmuebles – los bienes habices. El primer imán y el muecín de la mezquita Bajrakli fueron designados  aquel mismo año.
En el período entre las dos guerras mundiales, la mezquita fue renovada incluso por el Ayuntamiento de Belgrado y en el año 1935 fue protegida por primera vez por el Decreto de la protección de antigüedades de Belgrado. La restauración se realizó varias veces después de la Segunda Guerra Mundial por el Comité popular de la ciudad de Belgrado y el Instituto de protección e investigación científica de los monumentos culturales y desde los mediados de los sesenta también por el Instituto de protección del patrimonio cultural de Belgrado. Tras los daños más recientes, del año 2004, se realizaron las obras de conservación, saneamiento y reparación de la fachada de piedra y la renovación de los huecos de ventanas.

## Arquitectura
La arquitectura de la mezquita pertenece al tipo de construcción de un único espacio cúbico con cúpula y alminar. De muros gruesos y con pocos huecos, fue construida de piedra y algunos segmentos ejecutados en ladrillo y piedra. La construcción es de planta cuadrada mientras que la cúpula octogonal está soportada por los arcos orientales abovedados y nichos – trompas, con una escueta decoración de las consolas. El número de huecos de ventanas es irregular en las fachadas mientras que en cada lado del tambor de la cúpula se sitúa una ventana. Los soportes de la cúpula y todos los vanos de la construcción terminan en los típicamente orientales arcos ojivales. Del lado exterior noroeste se ubica el alminar – una torre esbelta con tejado cónico y el balcón circular en la parte más alta, desde el cual el almuédano convoca a los fieles para acudir a la oración. Frente a la entrada, en el interior de la mezquita, se encuentra el lugar más sagrado – el mihrab, una hornacina poco profunda con decoración lujosa en la bóveda, orientada hacia la ciudad sagrada de La Meca en dirección sureste, mientras el elevado púlpito de madera (minbar o mimbar) está situado a la derecha del mihrab, en el rincón suroeste. Sobre la entrada está situada una galería de madera (mahfil) desde la que también se llega al balcón del alminar.
La decoración interior de la mezquita es muy sobria. Las paredes están sin enyesar, con molduras poco profundas, con escasos motivos florales y geométricos estilizados e inscripciones caligráficas de los versos del libro sagrado musulmán, el Corán, y de los nombres de los primeros justos imanes, de  califas, al igual que las inscripciones con las cualidades y los nombres magníficos de Dios, es decir Alá, en escritura árabe en unas tablas especialmente labradas y adornadas (levhas).  Delante de la entrada a la mezquita antes había un pórtico arqueado con tres cúpulas de menor tamaño. En el patio se encuentra la fuente de ablución y la inacabada escuela religiosa (madraza) con la biblioteca. La mezquita Bajrakli representa el centro de la cultura islámica más importante de Belgrado. En la actualidad, la mezquita no se puede apreciar en su totalidad  dentro del ambiente de edificios residenciales de mayor altura en la calle Gospodar Jevremova.
Por su antigüedad y singularidad, por conservar su función auténtica y por representar la arquitectura religiosa y la cultura islámica, es protegida  por el Estado como monumento cultural desde 1946 y desde 1979 declarada bien cultural de gran interés (Resolución, Boletín Oficial  de SRS, n.º 14/79).

## Galería

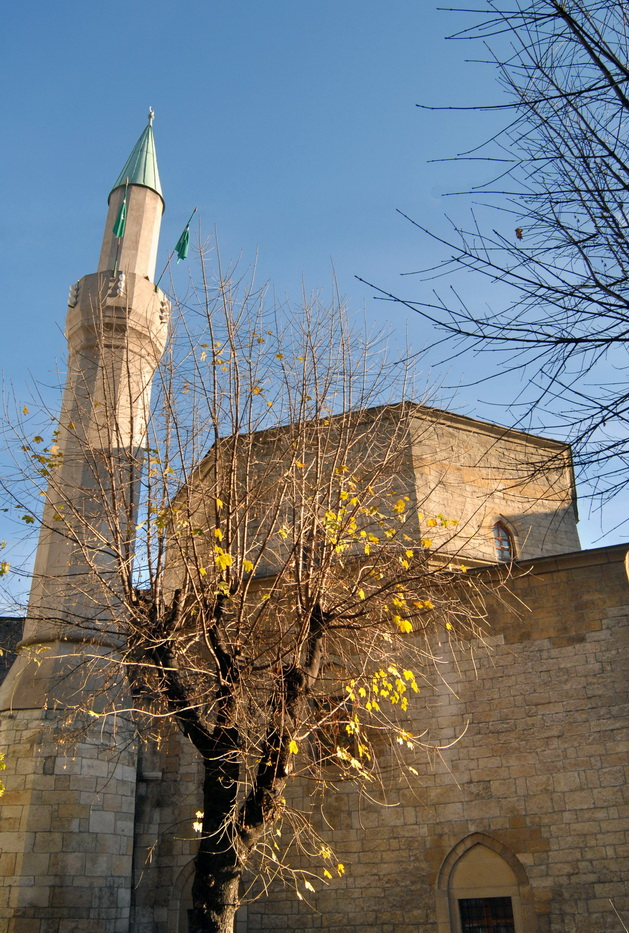
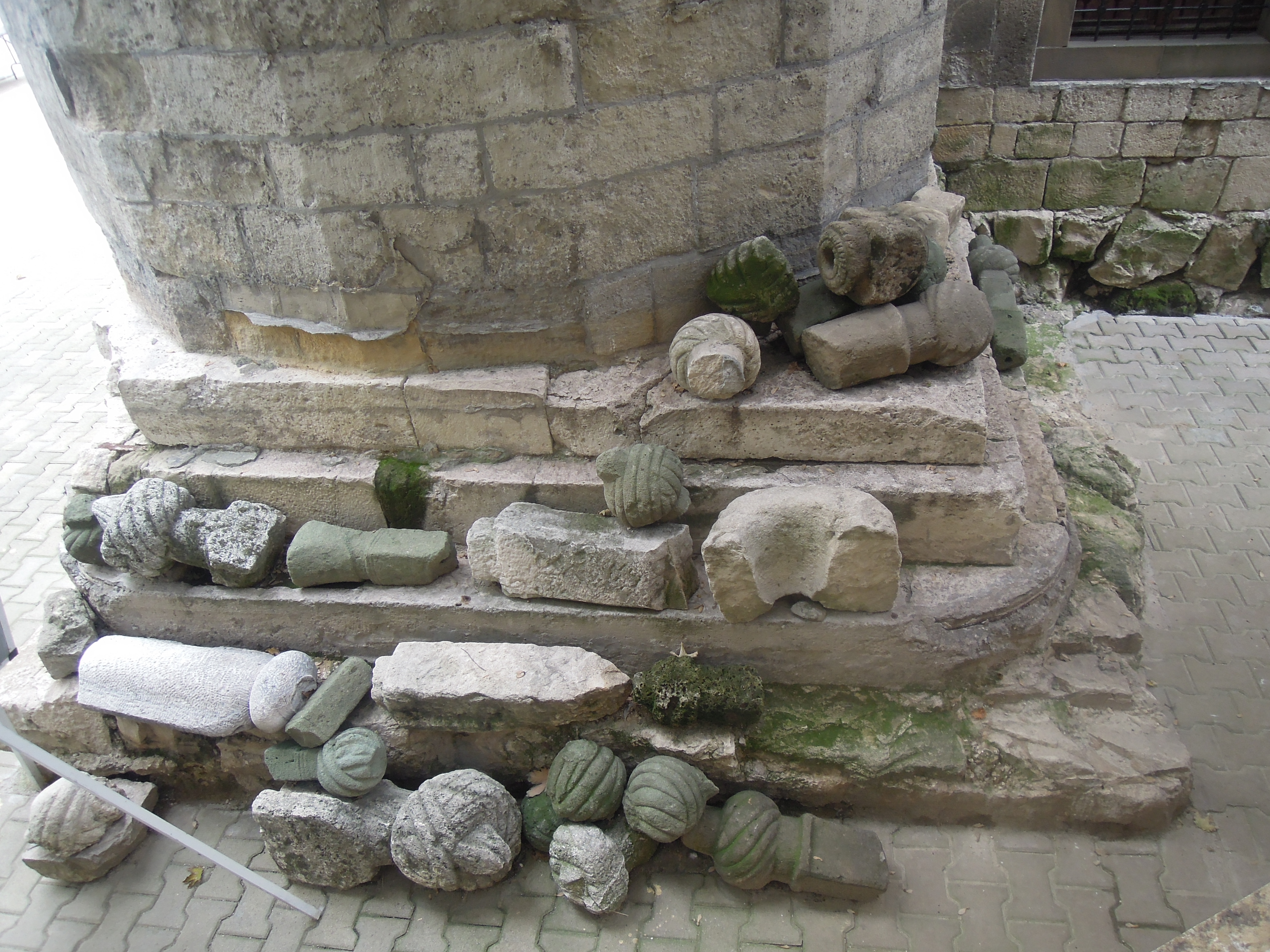
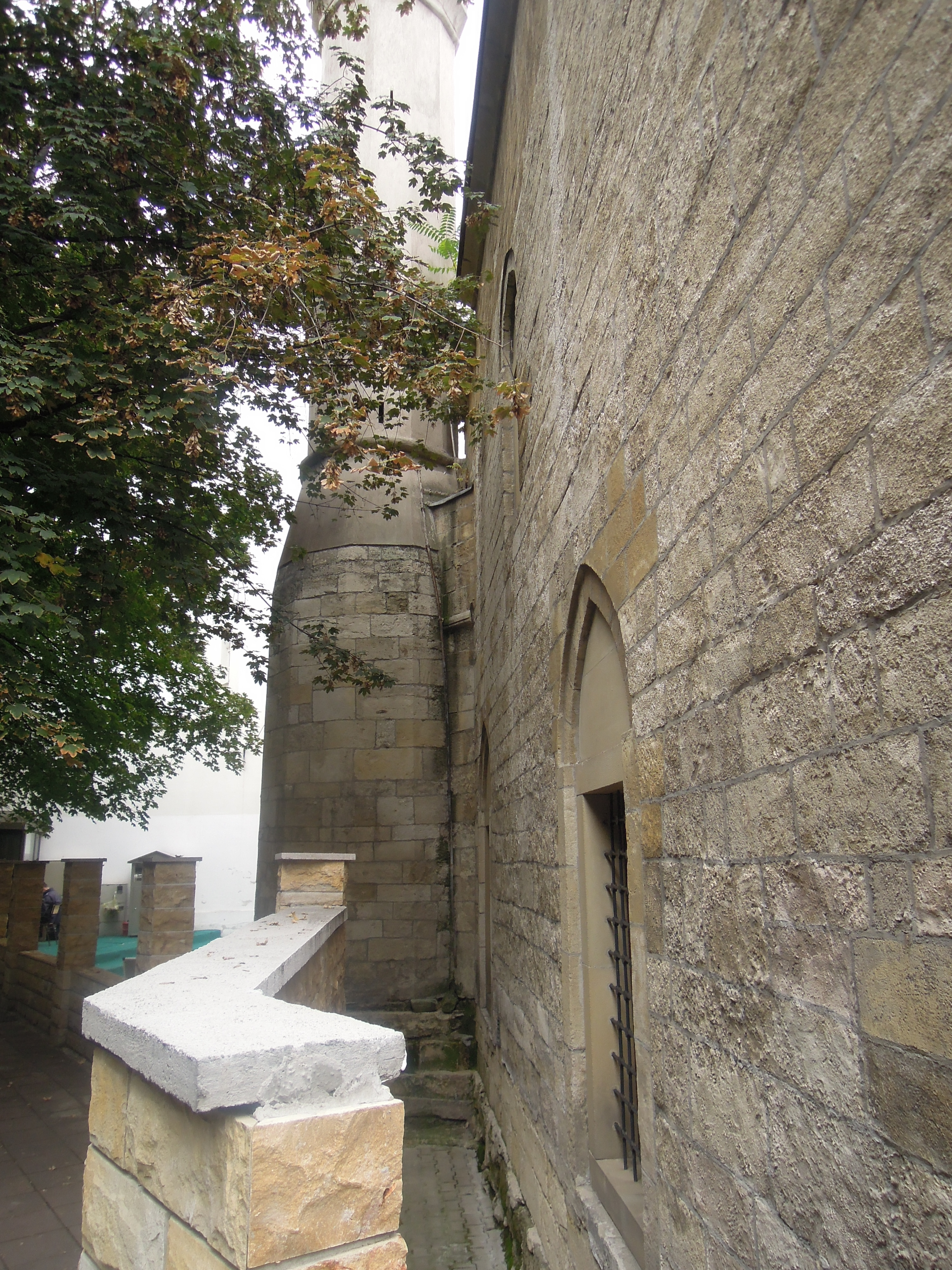
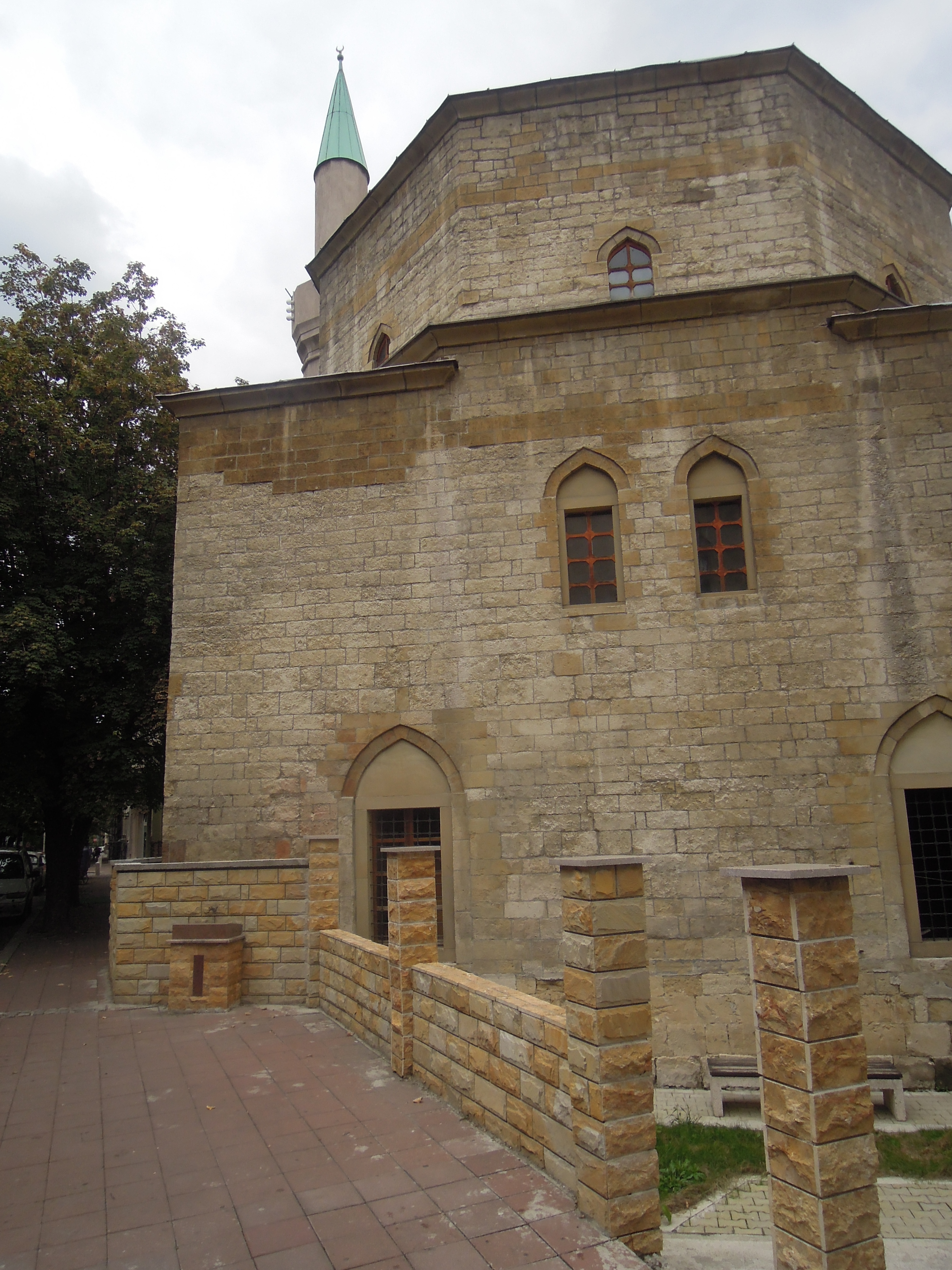
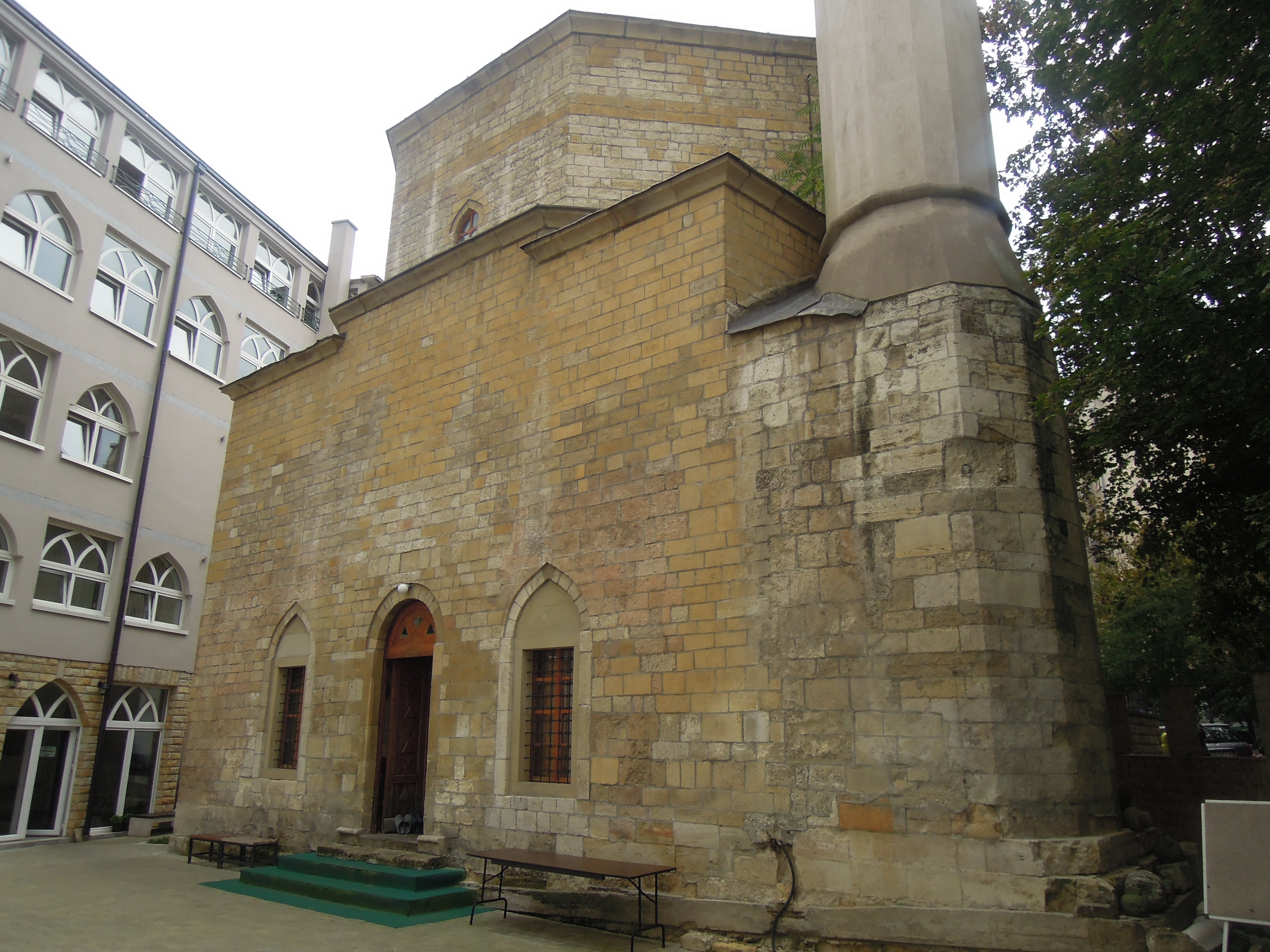
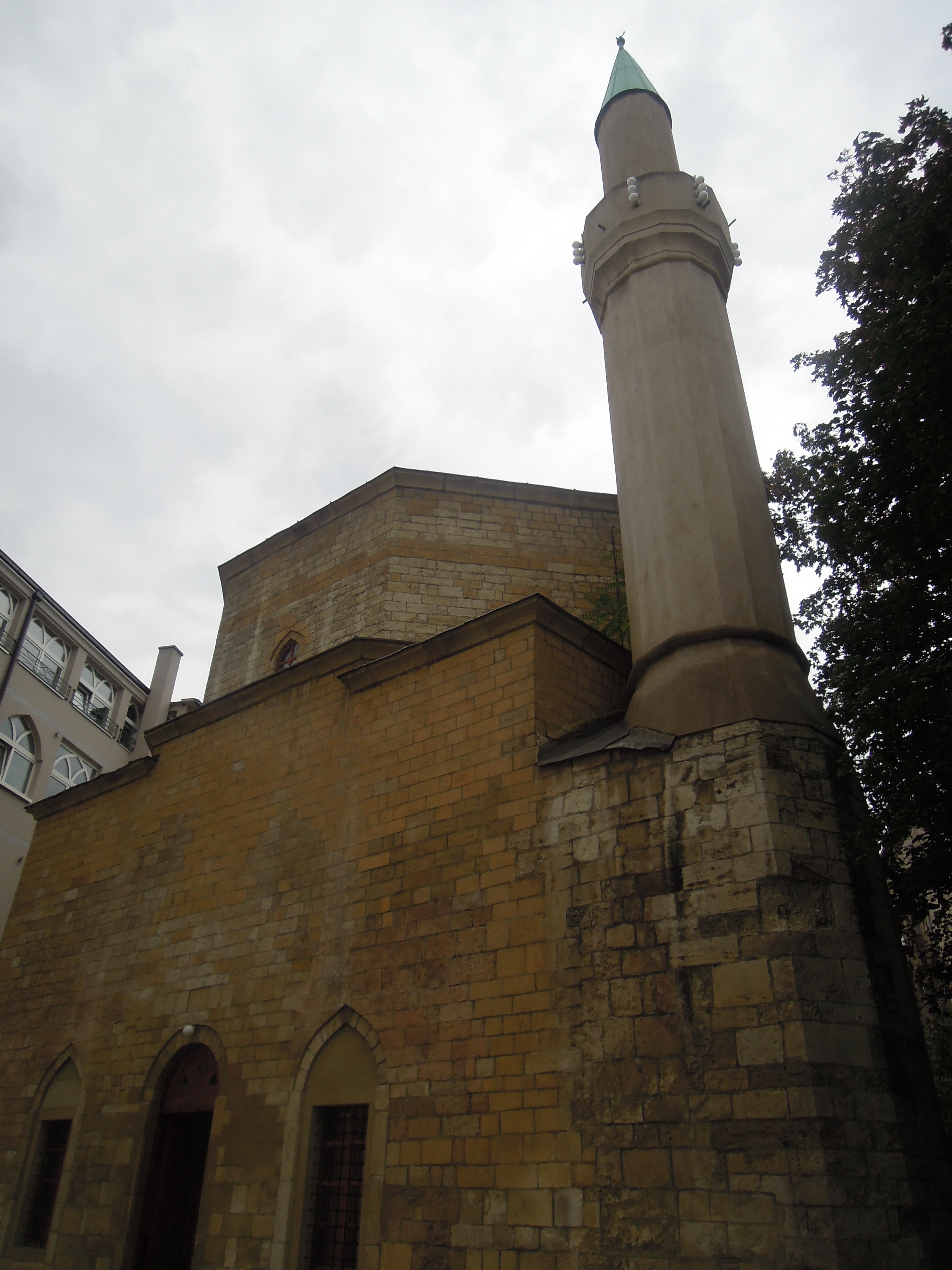
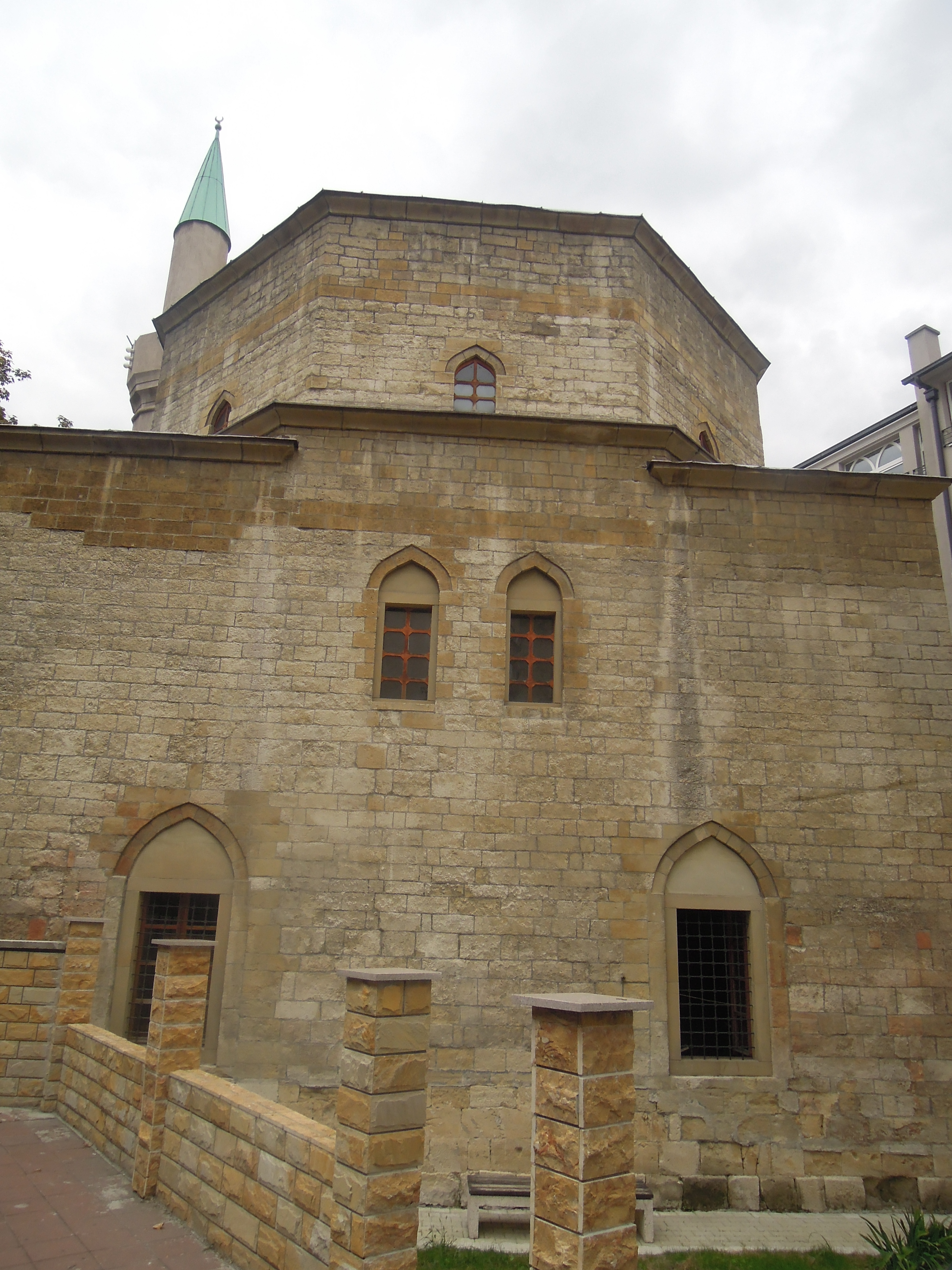
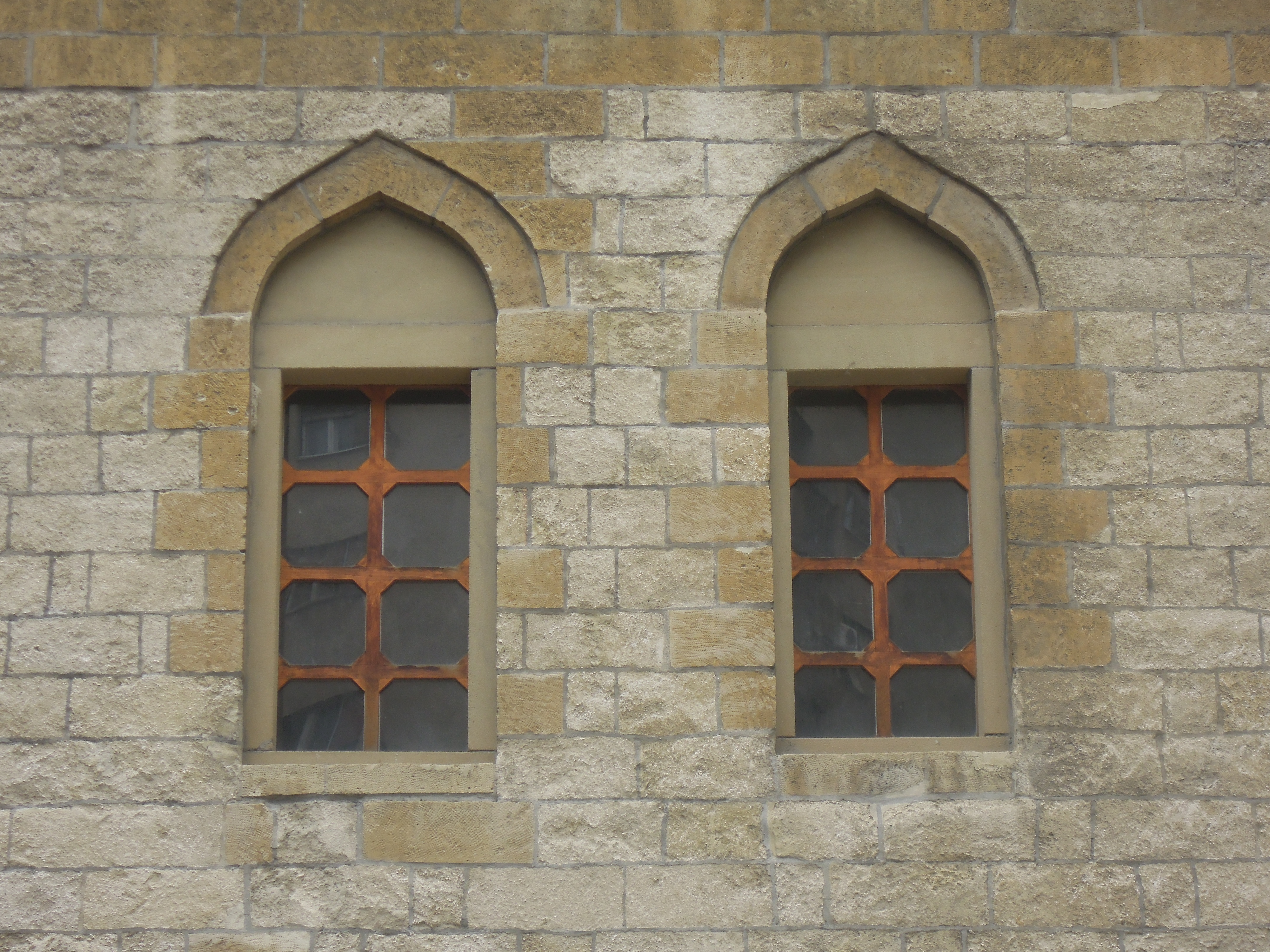
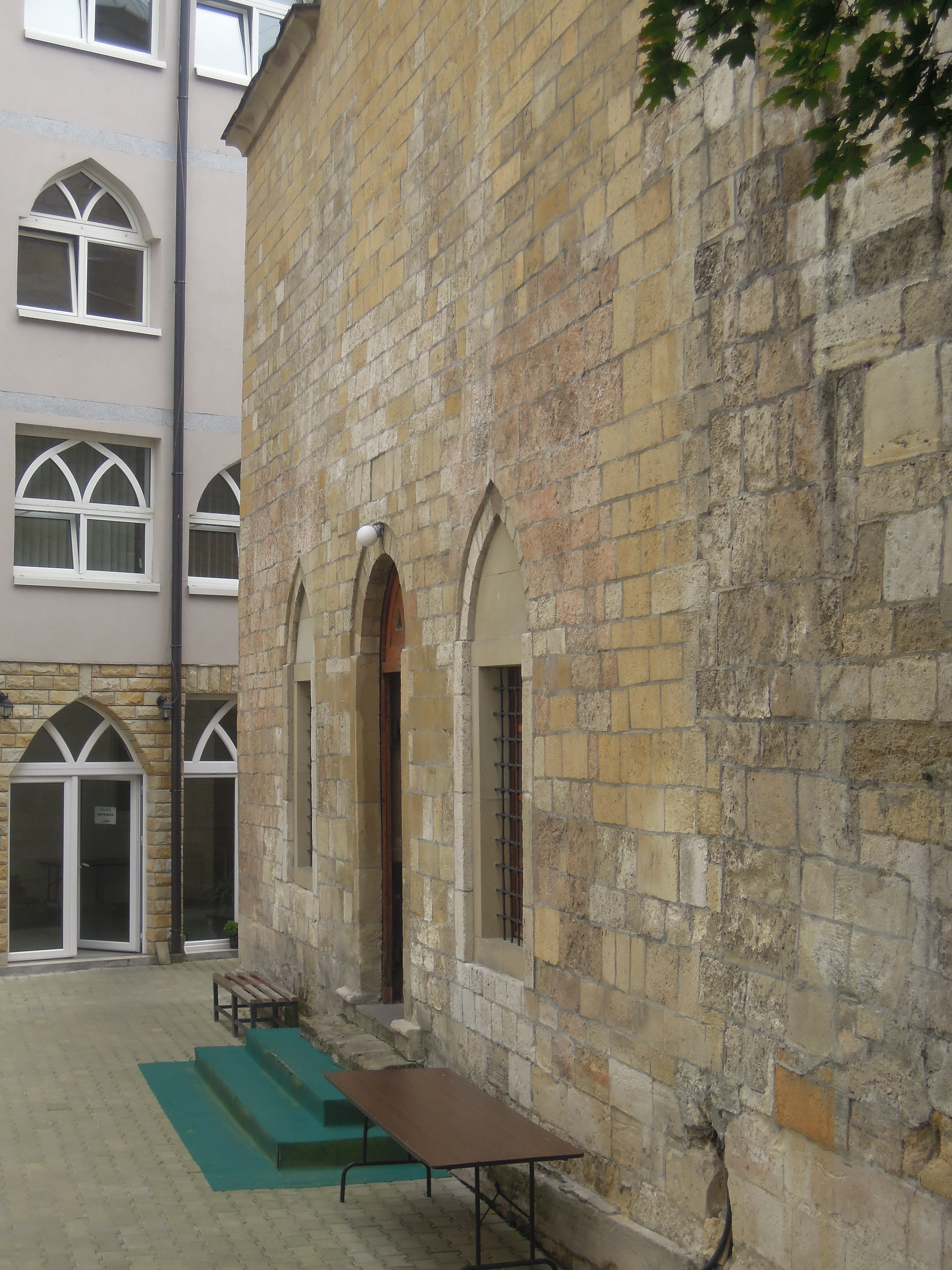
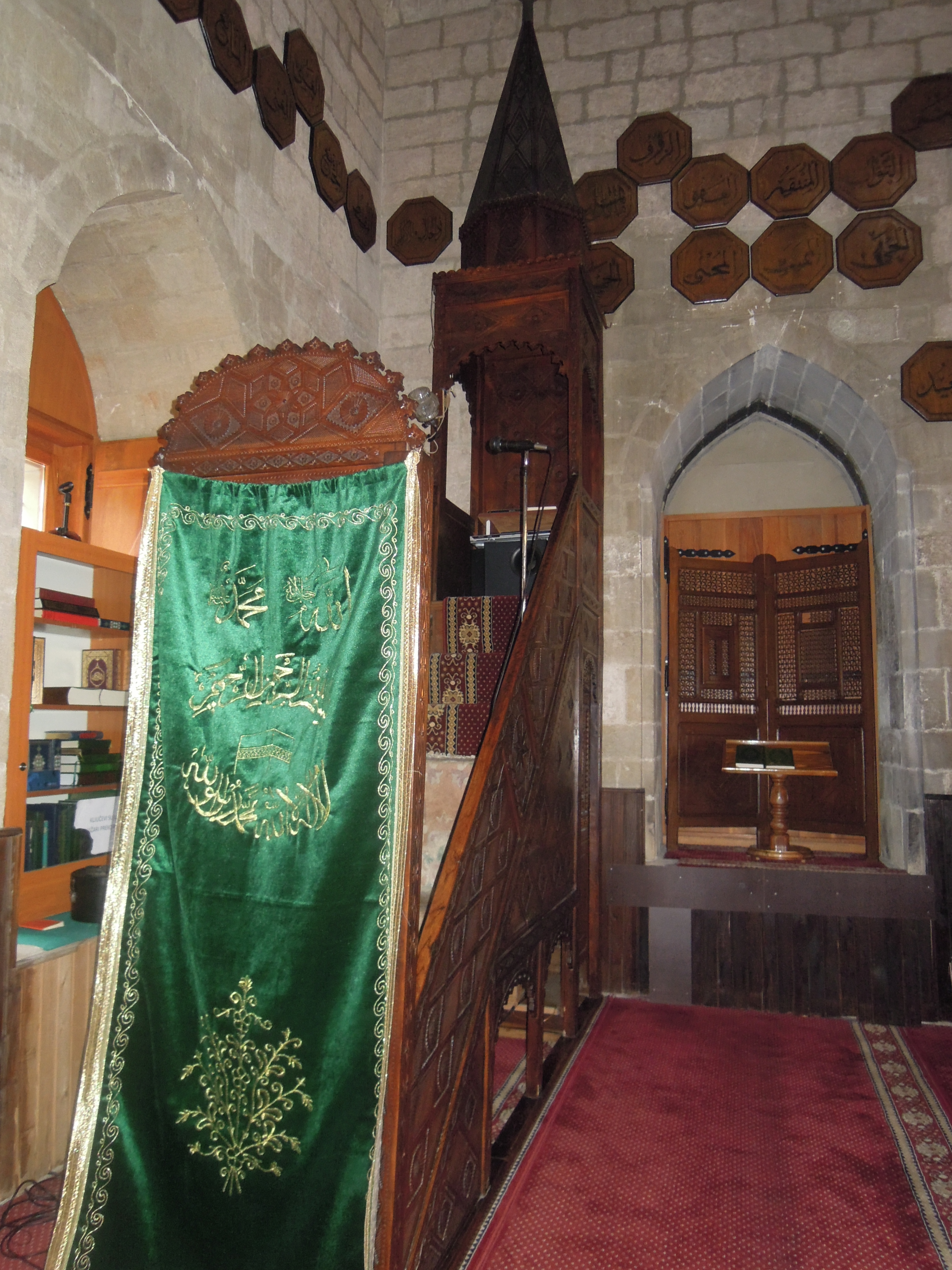
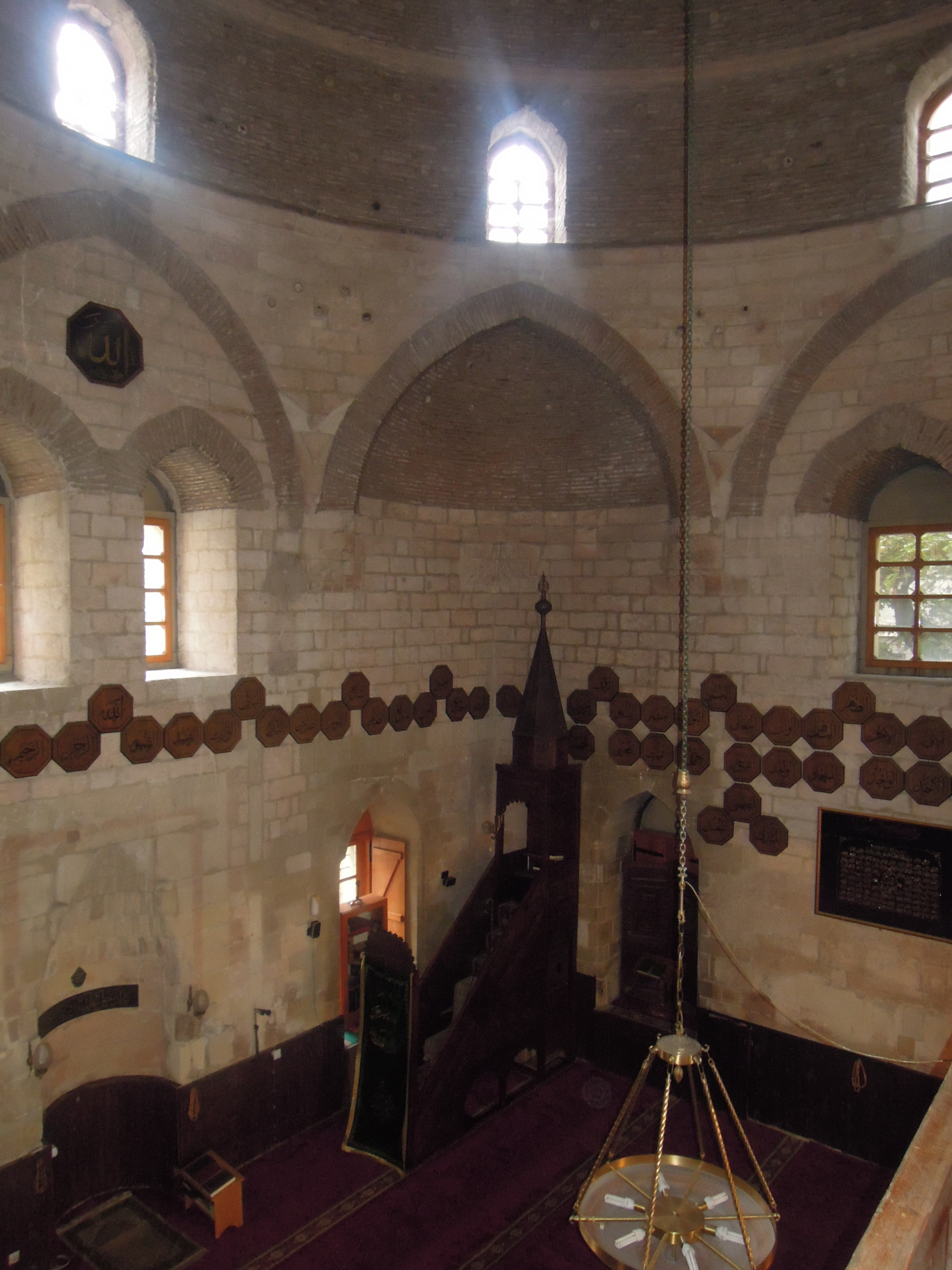
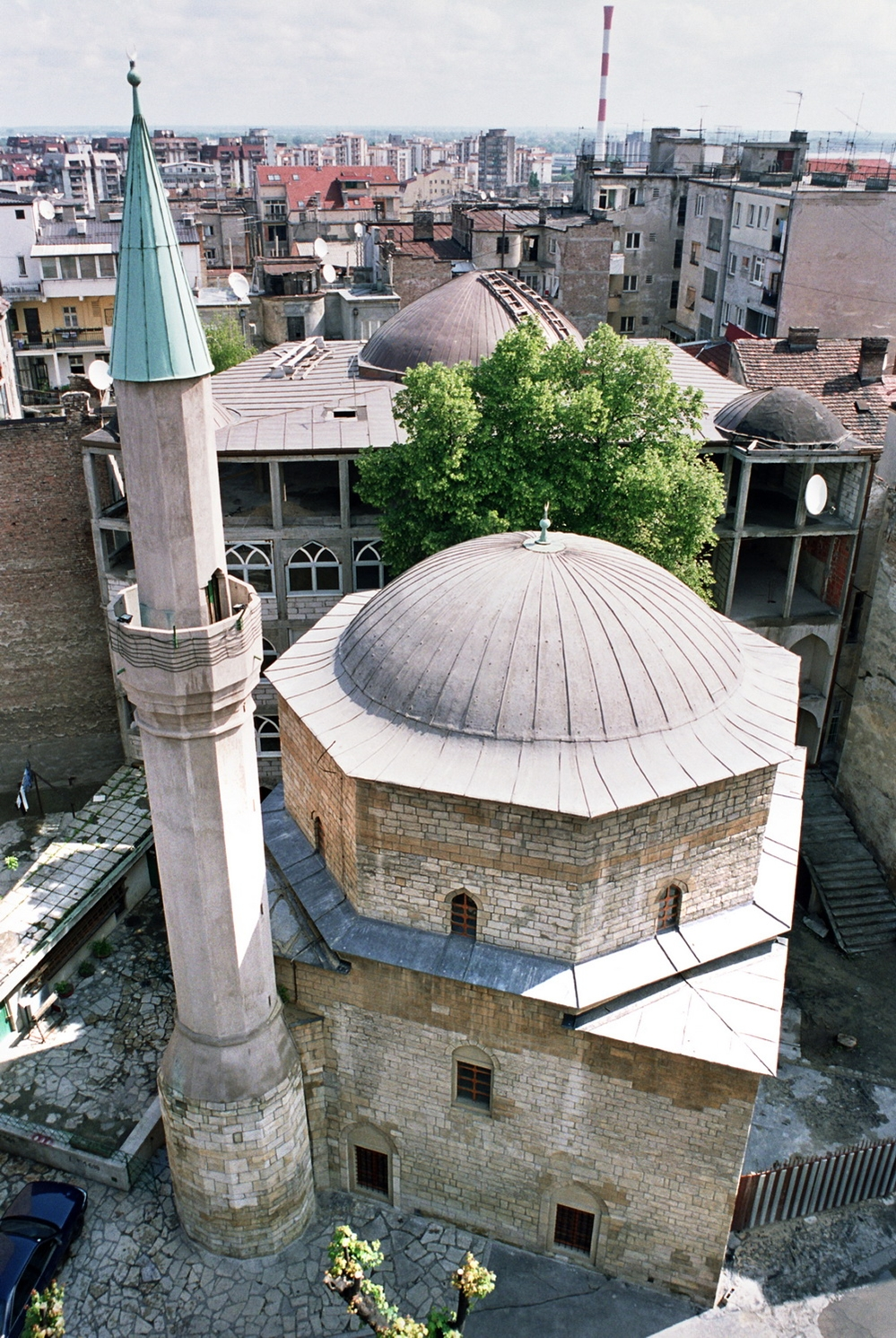